# Пламен Андреєв
Пламен Пламенов Андреєв (болг. Пламен Пламенов Андреев, нар. 15 грудня 2004, Софія, Болгарія) — болгарський футболіст, воротар клубу «Левські» та молодіжної збірної Болгарії.

## Ігрова кар'єра

### Клубна
Пламен Андреєв є вихованцем столичного клубу «Левські». На дорослому рівні воротар дебютував у травні 2021 року, коли вийшов на заміну у грі останнього тура чемпіонату Болгарії. З наступного сезону Андреєв зайняв постійне місце в основі команди. Також у 2022 році у віці 17 - ти років став капітаном команди.

### Збірна
Пламен Андреєв виступав за юнацькі та молодіжну збірні Болгарії. У 2023 році вперше отримав виклик до національної збірної Болгарії.

## Титули
Левські
 Переможець Кубка Болгарії: 2021/22